# Jennifer Beals
Jennifer Beals (Chicago, 19 de desembre del 1963) és una actriu estatunidenca. Coneguda pel seu paper com Alex Owens a la pel·lícula Flashdance el 1983.

## Biografia
Filla d'Alfred Beals, afroamericà i Jeanne Beals, d'avantpassats irlandesos. El seu pare morí quan ella tenia deu anys i la seva mare tornà a casar-se més endavant amb Edward Cohen. Estudià al Francis w. Parker School, on va conèixer l'actor Adam Baldwin. Es graduà i continuà els seus estudis a la Universitat Yale.
El 1980 obtingué un paper menor al film My bodyguard, on va participar també Adam Baldwin. El salt a la fama li arribà el 1983 amb la pel·lícula Flashdance del director Adrian Lyne, on va tenir el paper principal. Pel seu treball fou nominada al premi Globus d'Or. La pel·lícula fou un èxit de taquilla i va rebre un premi Oscar.
La seva carrera va veure's afectada per un escàndol després de l'estrena de la pel·lícula, ja que es declarà que algunes de les escenes que requerien moviments atlètics les havia interpretat Marine Jahan, una actriu i ballarina francesa.
Finalitzà els seus estudis a la Universitat Yale, rebent el 1987 el grau de Bachelor of Arts a Literatura dels Estats Units.
Va seguir participant en pel·lícules, entre les quals es troben Sons (1989), In the Soup (1992), que guanyà el Gran premi al Sundance Film Festival, Four Rooms (1995) i 13 Moons (2002), dirigides pel seu espòs de llavors, Alexandre Rockwell. Se'n divorcià el 1996 i es casà amb Ken Dixon, un empresari del Canadà el 1998 amb qui té una filla, nascuda el 2005.
Ha intervingut en més o menys 50 pel·lícules. L'actriu és íntima amiga del director Quentin Tarantino, que també l'oferí un paper en la seva part de la pel·lícula Four Rooms (1995). A la pel·lícula Pulp Fiction, el seu nom apareix als crèdits entre els agraïments. En una entrevista posterior, ella comentà que creu que Tarantino ho feu per agrair-li el temps que ella va rebre'l a casa seva mentre treballava en el guió.
El gener del 2004 començà a actuar com a Bette Porter a la sèrie The L Word juntament amb Laurel Holloman, Pam Grier, Leisha Hailey, Mia Kirshner, Erin Daniels i Katherine Moennig, entre d'altres. Aquesta sèrie l'ha portat de nou la notorietat a la televisió.

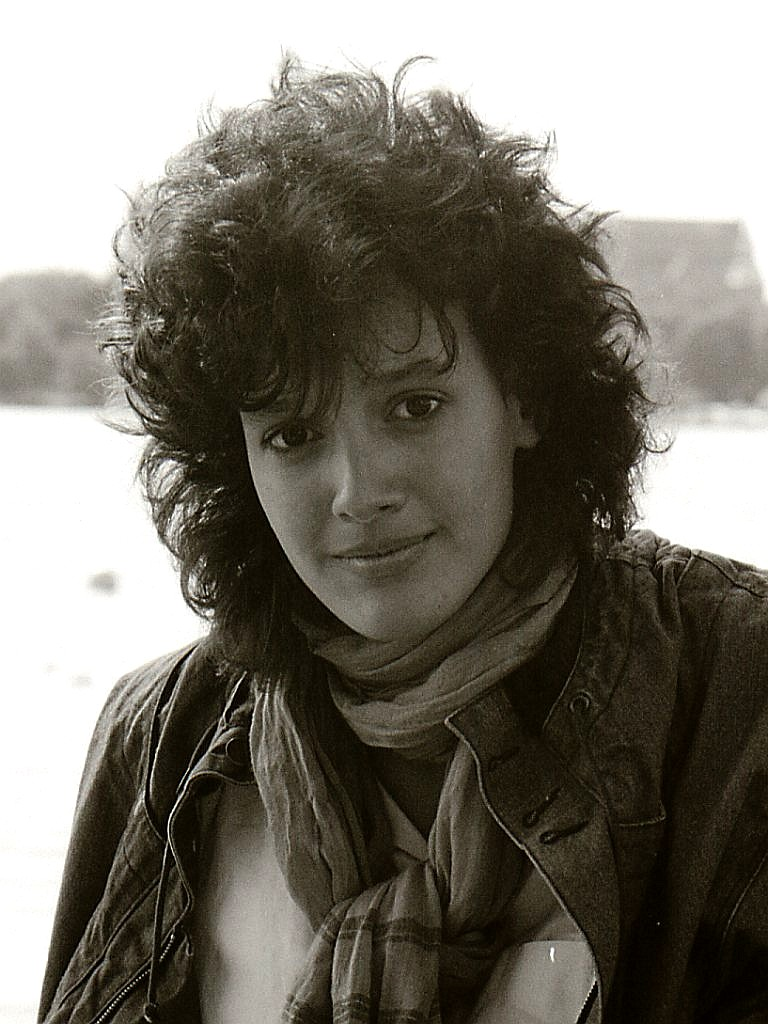
Beals a Suècia durant la promoció de Flashdance, juliol de 1983

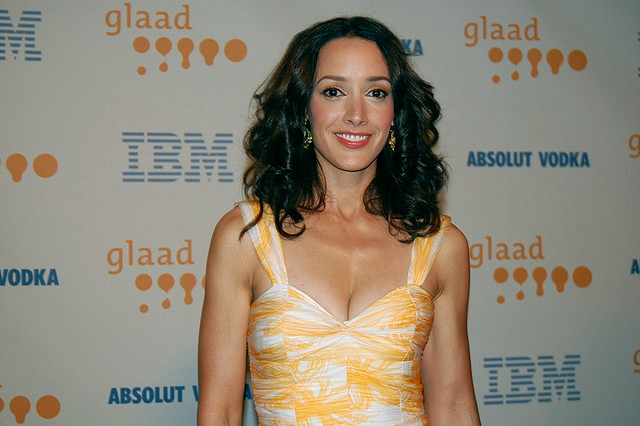
Jennifer Beals el 2008

## Filmografia

### Cinema
- 1980: My Bodyguard: Amiga de Clifford
- 1983: Flashdance de Adrian Lyne: Alex Owens
- 1985: La núvia (The Bride) de Frank Roddam: Eva
- 1988: La Partita: Olivia Candioni
- 1988: Split Decisions: Barbara Uribe
- 1989: Sons d'Alexandre Rockwell: un travesti
- 1989: Vampir's Kiss de Robert Bierman: Rachel
- 1990: Dr. M de Claude Chabrol: Sonja Vogler
- 1991: Blood and Concrete: Mona
- 1992: A la sopa (In the Soup) d'Alexandre Rockwell: Angelica Pena
- 1992: El Gran Perdó 2 d'Alexandre Arcady: Joyce Ferranti
- 1994: Mort anunciada (Dead on Sight): Rebecca Darcy
- 1994: Caro Diario de Nanni Moretti: Com ella mateixa
- 1994: La senyora Parker i el cercle viciós (Mrs. Parker and the Vicious Circle) d'Alan Rudolph: Gertrude Benchley
- 1995: El diable amb un vestit blau (Devil in a Blue Dress) de Carl Franklin amb Denzel Washington: Daphne Monet
- 1995: Four Rooms d'Allison Anders, Alexandre Rockwell, Robert Rodriguez i Quentin Tarantino (The Wrong Man i The Man from Hollywood): Angela
- 1995: Let It Be Me d'Eleanor Bergstein: Emily
- 1996: The Search for One-eye Jimmy de Sam Henry Kass amb Steve Buscemi i Samuel L. Jackson: Ellen
- 1997: Wishful Thinking: Elizabeth
- 1998: Body and Soul de Sam Henry Kass: Gina
- 1998: Àngels i dimonis 2 (The Prophecy 2): Valerie Rosales
- 1998: The Last Days of Disco de Whit Stillman: Nina Moritz
- 1999: Something More: Lisa
- 2000: Fear of Flying de David Mackay: Jessica
- 2001: Out of Line de George Mihalka: Oficial Jenny Capitanas
- 2001: The Anniversary Party de Jennifer Jason Leigh i Alan Cumming: Gina Taylor
- 2002: Roger Dodger de Dylan Kidd: Sophie
- 2002: 13 Moons d'Alexandre Rockwell amb Steve Buscemi: Suzi
- 2003: Runaway Jurat de Gary Fleder amb Gene Hackman, Dustin Hoffman i John Cusack: Vanessa Lembeck
- 2004: Catch That Kid de Bart Freundlich amb Kristen Stewart: Molly
- 2005: Break a Leg: Juliet
- 2005: Desolation Sound de Scott Weber: Elizabeth Story
- 2006: The Grudge 2 de Takashi Shimizu: Trish
- 2009: Jugadora de Caroline Bottaro amb Sandrine Bonnaire: L'Americana
- 2010: El Llibre d'Eli d'Albert Hughes i Allen Hughes amb Denzel Washington: Claudia
- 2010: A Night for Dying Tigers de Terry Miles i Sidney Chiu: Melanie
- 2013: Cinemanovels: Clémentine
- 2015: Full Out: Entrenador Val
- 2016: Manhattan Night de Brian DeCubellis: Lisa Wren
- 2017: Before I Fall: Mrs. Kingston
- 2018: The White Orchid: Vivian
- 2019: After: Karen Scott
- 2020: Ali's Realm: Directora Dawson
- 2022: Luckiest Girl Alive: Lolo Vincent

### Televisió
- 1990: La Madonna i el Drac (TV): Patty Meredith
- 1992: Terror Stalks the Class Reunion de Clive Donner (TV): Virginia
- 1992: Indecency (TV): Ellie Shaw
- 1992: 2000 Malibu Road: Perry Quinn (temporada 1)
- 1993: Night Owl (TV): Julia
- 1997: The Twilight of the Golds d'Arthur Allan Seidelman (TV): Suzanne Stein
- 1997: Tueur virtual de Melvin Van Peebles (temporada 3-16: Assassí virtual): Robin Dysart
- 1998: The Spree (TV): Xinia Kelly, una atracadora
- 2000: Militia (TV): Julie Sanders
- 2000: Without Malícia (TV): Samantha Wilkes
- 2000: A House Divided (TV): Amanda Dickson
- 2001: The Big House (TV): Lorraine Brewster
- 2001: After the Storm (TV): Mrs. Gavotte
- 2001: Feast of All Sants (TV): Dolly Rosa
- 2002: They Shoot Divas, Don't They? de Jonathan Craven (TV): Sloan McBride
- 2004-2009: The L Word de Ilene Chaiken: Bette Portar
- 2006: Troubled Waters de John Stead: Agent Especial Jennifer Beck
- 2006: Law & Order: Sofia Archer (temporada 17, episodi 12)
- 2007: My Name Is Sarah) (TV): Sarah Winston
- 2009-2010: Lie to Me: Zoé Landau (temporada 1, episodis 10 i 13; temporada 2, episodis 1, 2, 13 i 19)
- 2010: The Night Before the Night Before Christmas): Angela Fox
- 2011: The Chicago Code: Teresa Colvin (temporada 1)
- 2012: Castle: Sophia Turner (temporada 4, episodis 15 i 16)
- 2012: The Mob Doctor: Celeste LaPree (temporada 1)
- 2012: Lauren: Major Jo Stone (web-seria)
- 2014: El Malson d'una mare: Liz Michaels
- 2015: Proof: Dra. Carolyn Tyler
- 2016-2017: The night shift: Dra. Syd Jennings
- 2017: The Last Tycoon: Margo Taft
- 2017-18: Taken: Christina Hart
- 2019: Swamp Thing: Lucilia Cable
- 2019-23: The L Word: Generation Q: Bette Porter
- 2021-22: The Book of Boba Fett: Madam Garsa Fwip
- 2022: Law & Order: Organized Crime: Cassandra Webb